# Koningsdag 2022
Koningsdag 2022 (27 april 2022) was in het Koninkrijk der Nederlanden de dag waarop koning Willem-Alexander zijn 55e verjaardag vierde. Het was de eerste Koningsdag die in het gehele koninkrijk uitbundig gevierd kon worden met onder andere vrijmarkten en muziekfestivals, na de twee jaar durende wereldwijde coronacrisis. Op deze nationale feestdag was de koninklijke familie op bezoek in Maastricht.

## Bezoeken koninklijke familie

### Koningsdagconcert te Maastricht
Op 11 april 2022 waren koning Willem-Alexander en koningin Máxima aanwezig bij het door hen aangeboden Koningsdagconcert in Theater aan het Vrijthof in Maastricht. Bij hun aankomst bracht de Koninklijke Harmonie Sainte Cécile Eijsden een serenade. Aan het concert werd meegewerkt door een ensemble van philharmonie zuidnederland, solisten van Opera Zuid, de pianisten Lucas en Arthur Jussen, celliste Eline Hensels, violiste Liza Ferschtman, stadsbeiaardier Frank Steijns en dansgezelschap SALLY. Dirigent was Leonard Evers, van wie tevens enkele voor de gelegenheid gecomponeerde liederen op teksten van Limburgse dichters werden uitgevoerd. De televisie-uitzending van het concert vond plaats op 27 april 2022.

### Bezoek aan Maastricht op Koningsdag

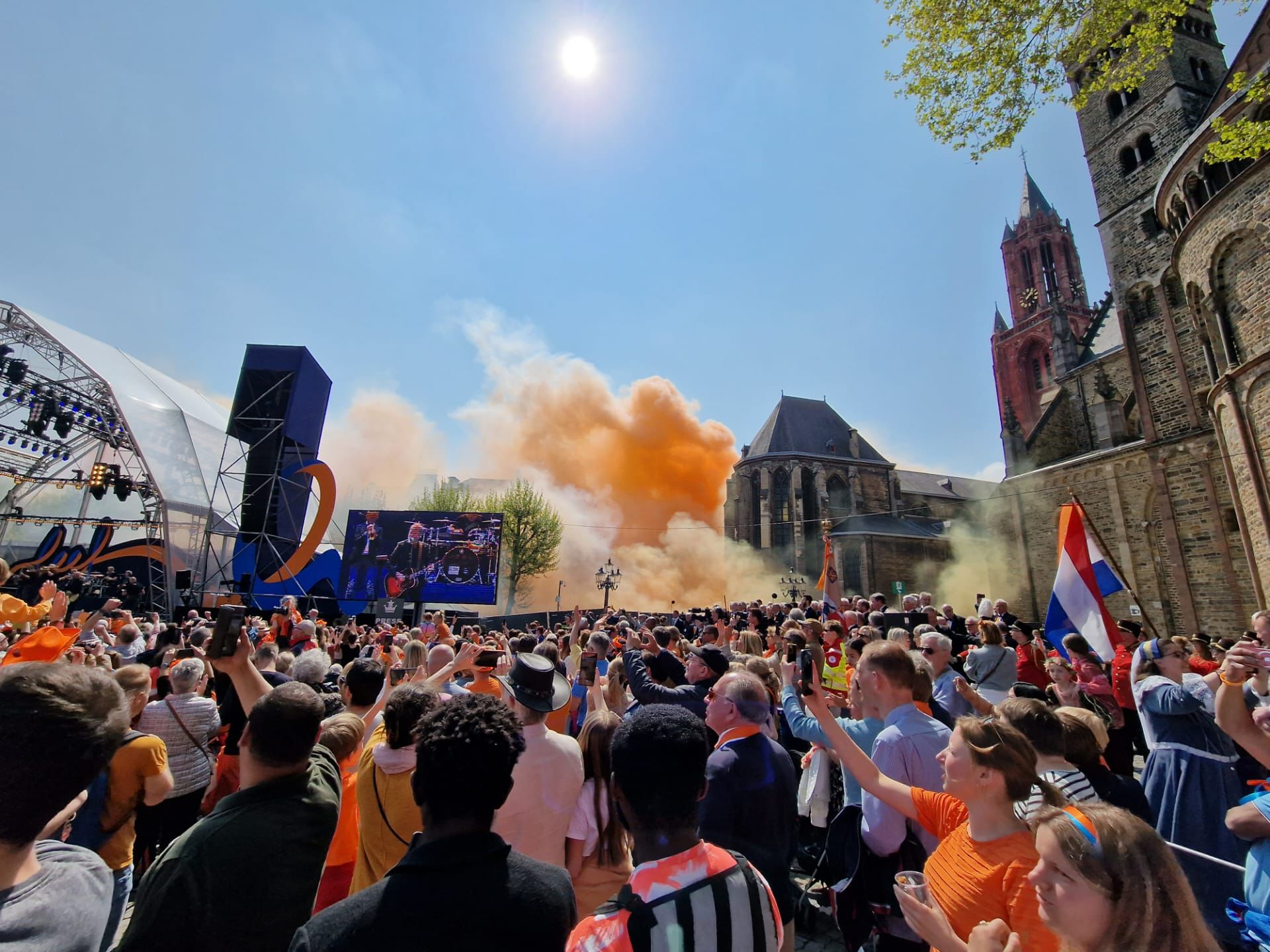
Vrijthof tijdens concert Rowwen Hèze

Op Koningsdag zelf bracht de jarige koning Willem-Alexander een bezoek aan Maastricht, een bezoek dat vanwege de coronapandemie twee jaar later plaatsvond dan oorspronkelijk gepland. De koning werd hierbij vergezeld door koningin Máxima, de prinsessen Amalia, Alexia en Ariane, en de prinsen Constantijn, Maurits, Bernhard en Pieter-Christiaan, en hun echtgenotes.
Burgemeester Annemarie Penn-te Strake van Maastricht en gouverneur Emile Roemer van Limburg ontvingen de koninklijke gasten, die per koninklijke bus waren aangereisd, op de Sint Servaasbrug. Zij begeleidden de familie op een wandeling door de stad. De wandelroute voerde langs de Maasboulevard, de Graanmarkt, het Onze Lieve Vrouweplein en de Bredestraat naar het Vrijthof, waar het slotfeest plaatsvond. Er vonden presentaties en optredens plaats van onder andere diverse Maastrichtse buurten en verenigingen, de zestien Zuid-Limburgse gemeenten, de Universiteit Maastricht, de vier Brightlands-campussen, dj-duo Lucas & Steve, philharmonie zuidnederland, Jon van Eerd, André Rieu en zijn Johann Strauß Orchestra, Beppie Kraft, Opera Zuid, Fashionclash en de band Rowwen Hèze. Op de Graanmarkt assisteerden koning Willem-Alexander en de prinses van Oranje (kroonprinses) Amalia bij het ceremonieel slaan van de eerste herdenkingsmunten ter gelegenheid van de dertigste verjaardag van het Verdrag van Maastricht.
Langs de route was plaats voor 23.000 bezoekers. Een deel van de Maastrichtse binnenstad was afgesloten voor het gemotoriseerd verkeer. In totaal bezochten zo'n 40.000 mensen de stad. De televisie-uitzending trok ruim 2 miljoen kijkers.
Beelden van Koningsdag 2022 in Maastricht

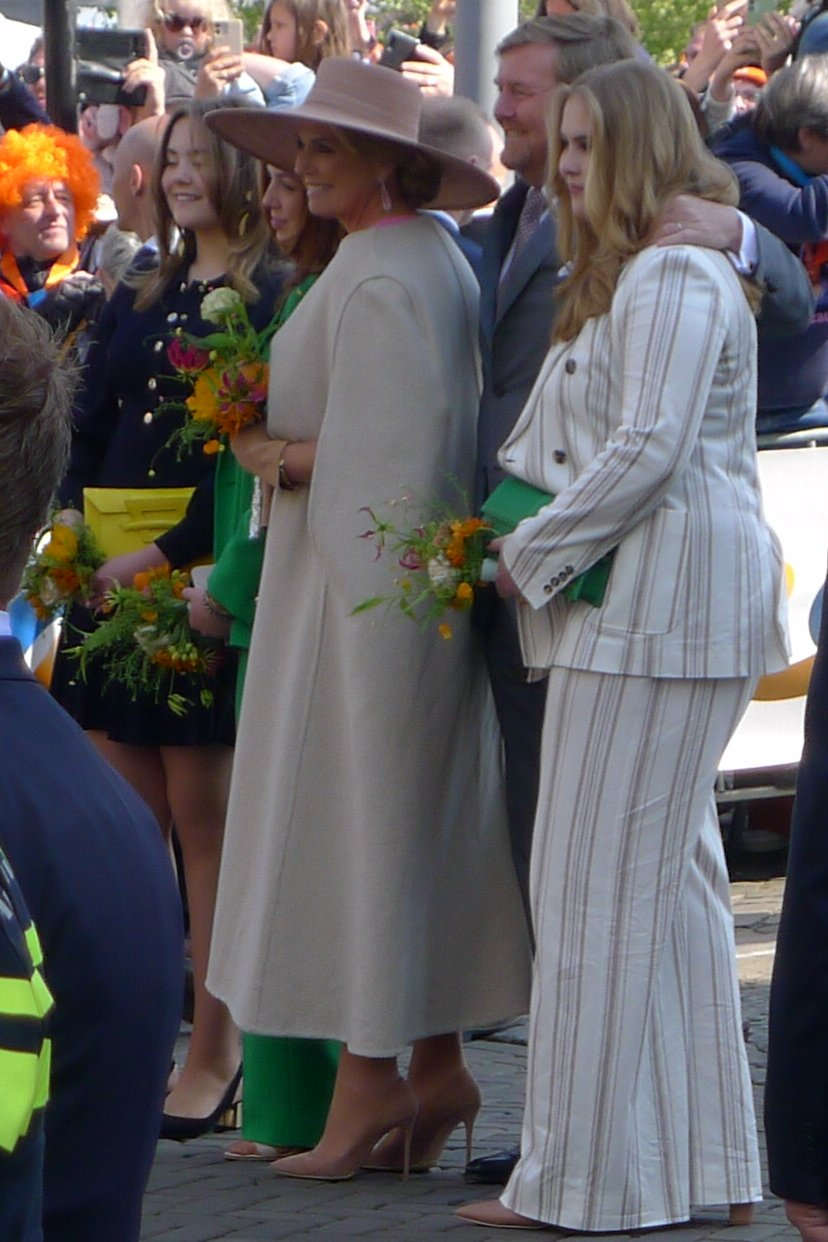
Koninklijk gezin op de Sint Servaasbrug
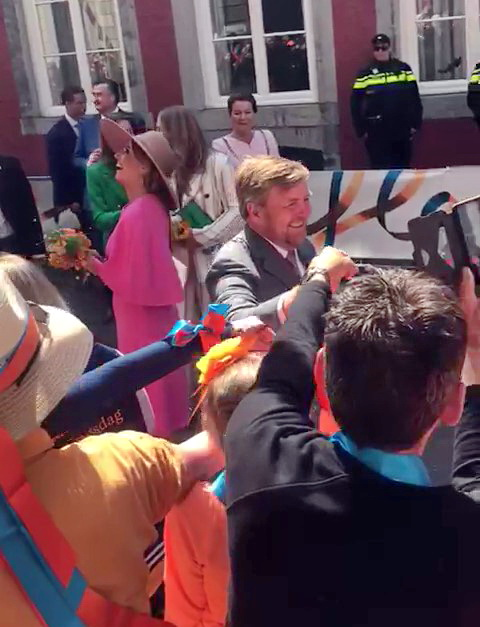
Bredestraat, koning Willem-Alexander 'bokst' met toeschouwers
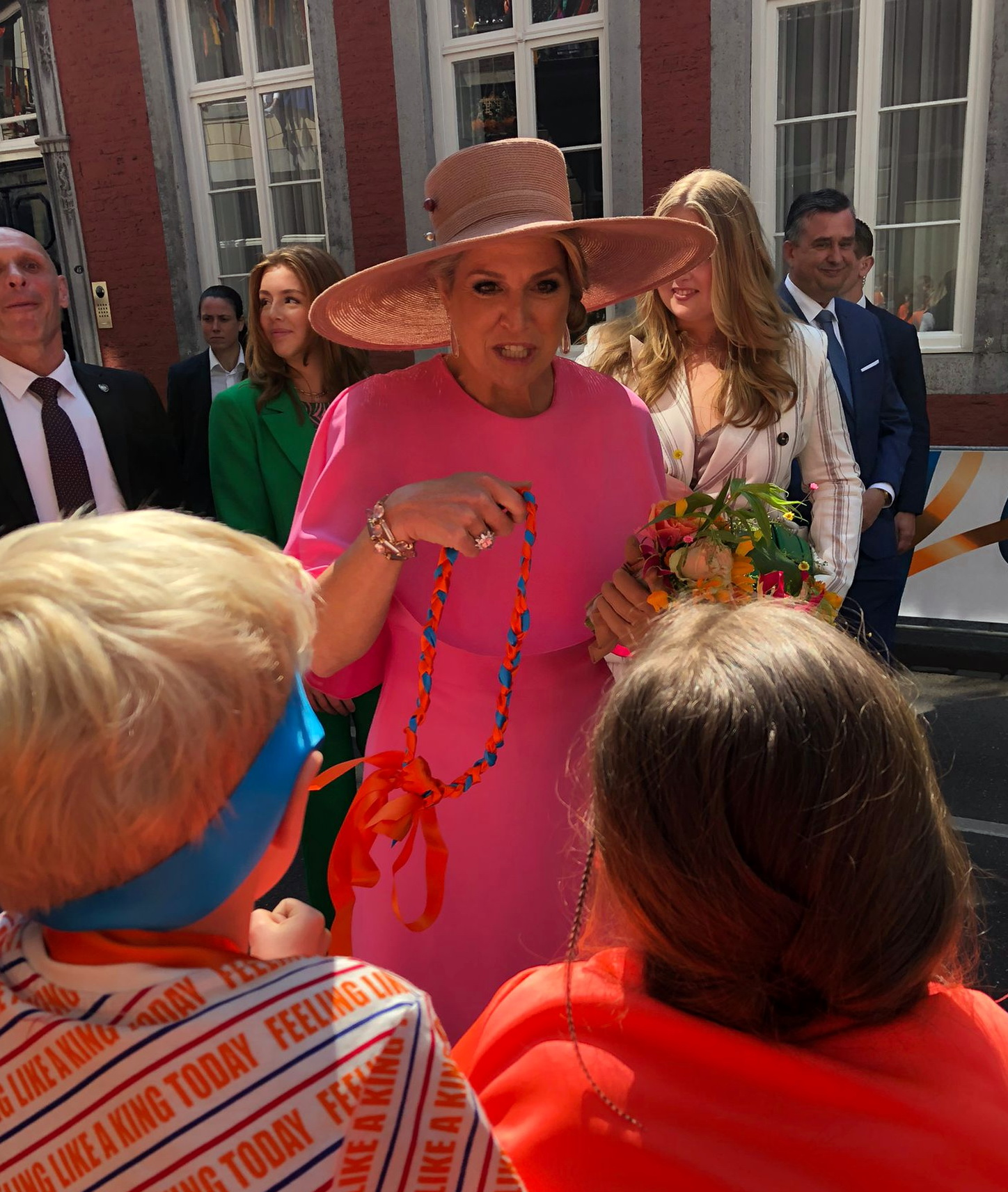
Bredestraat, koningin Máxima neemt geschenk in ontvangst
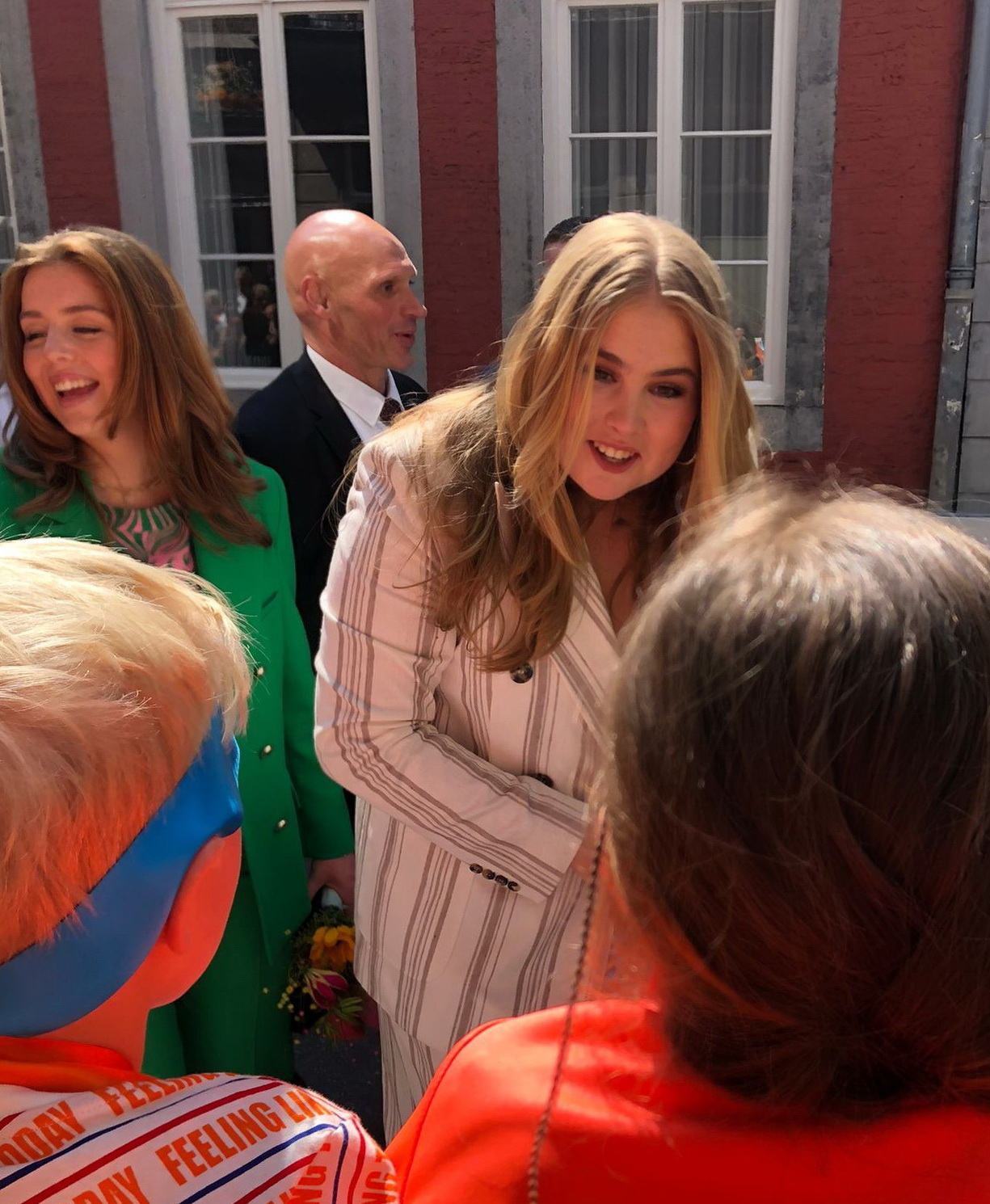
Bredestraat, prinsessen Alexia en Amalia
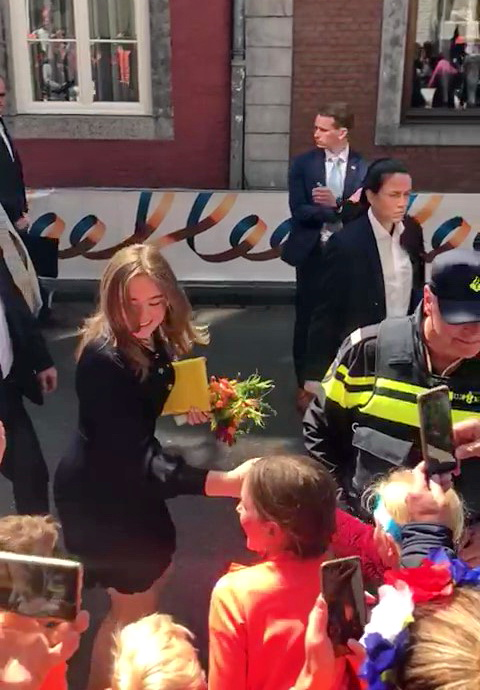
Bredestraat, prinses Ariane
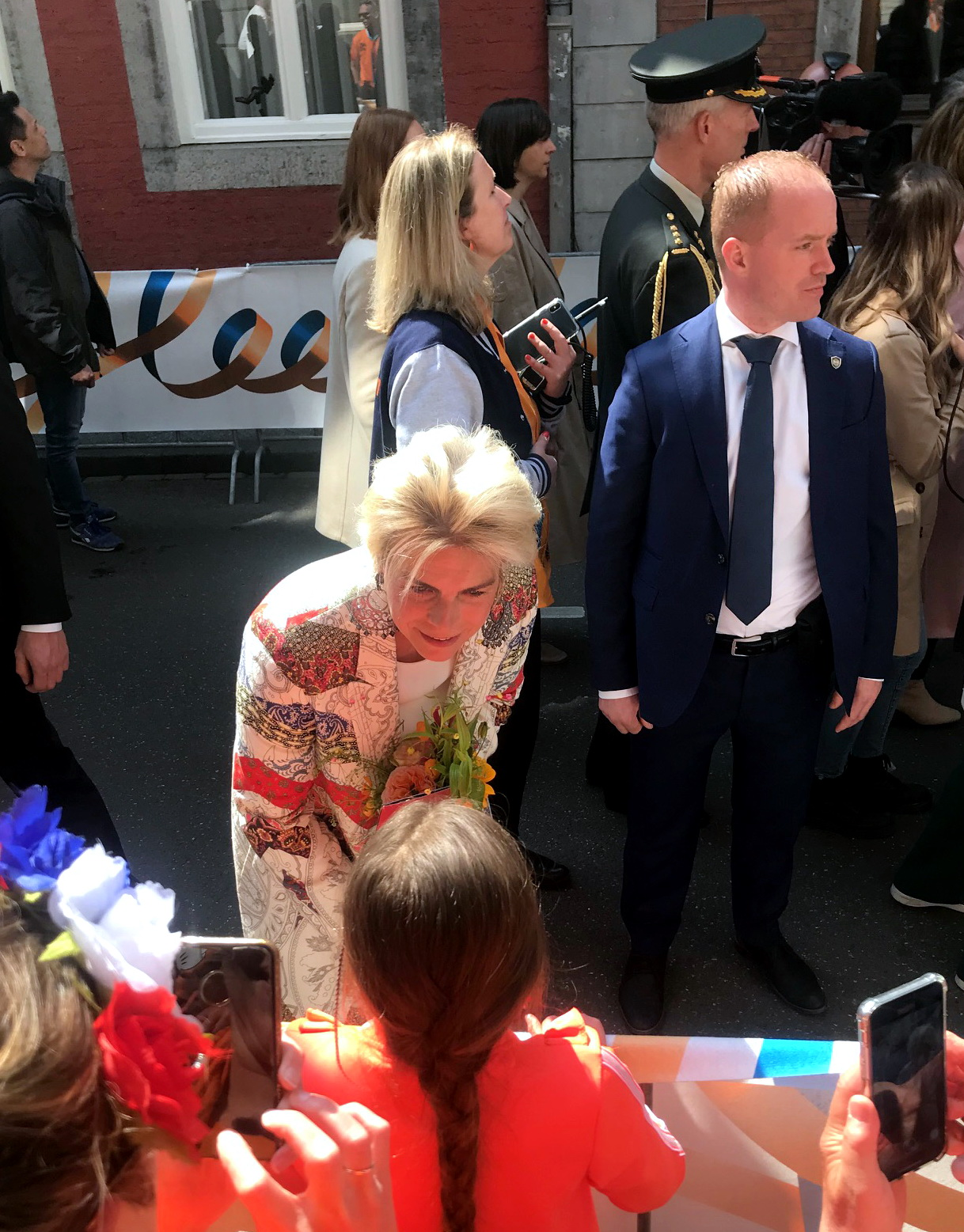
Bredestraat, prinses Laurentien
- Bredestraat: optreden Beppie Kraft (video)
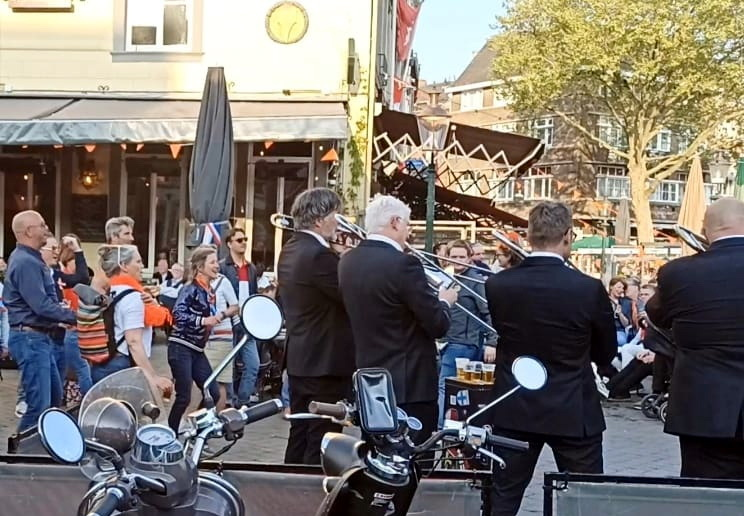
Markt, optreden blazersensemble
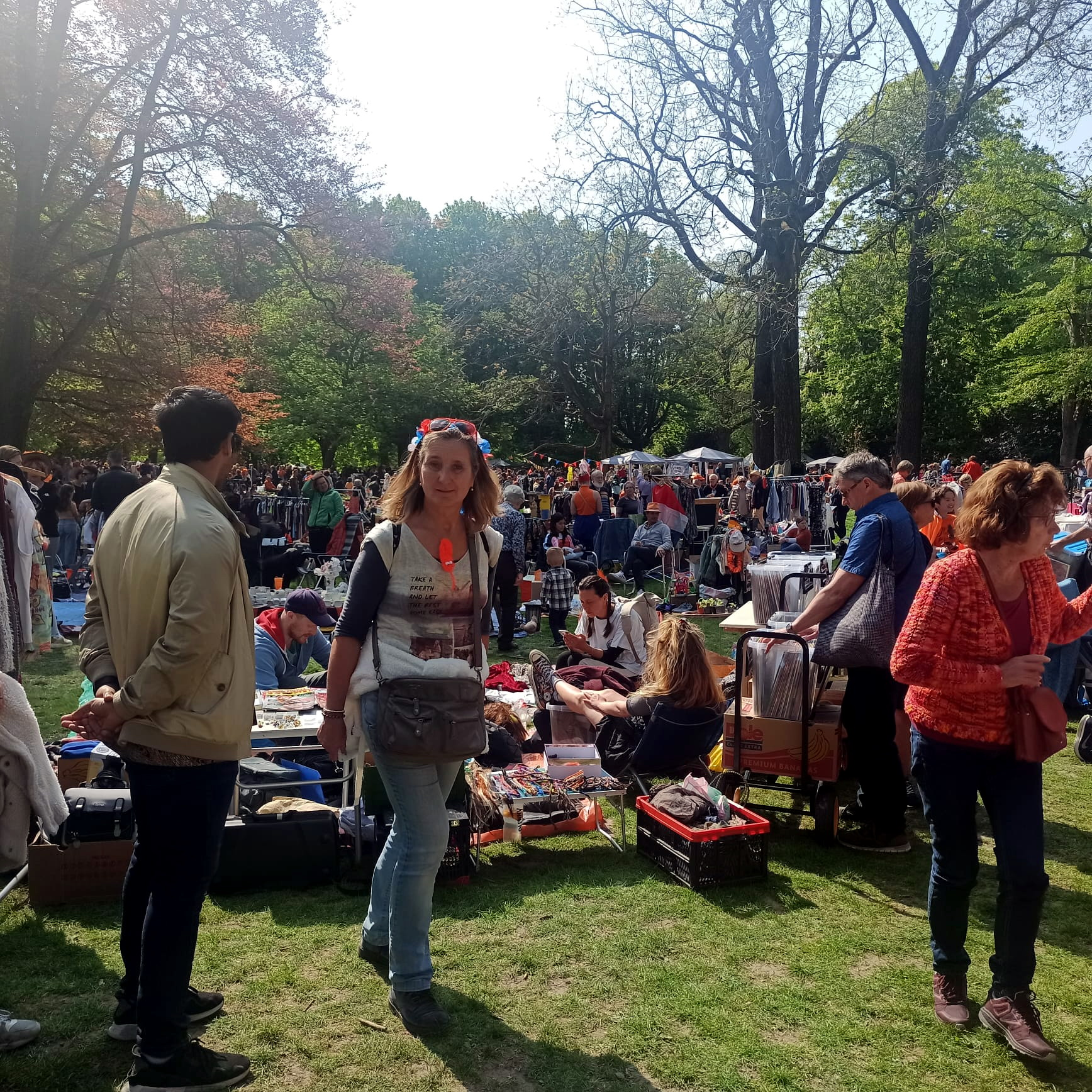
Stadspark, vrijmarkt